# Suffolk (rasa owiec)

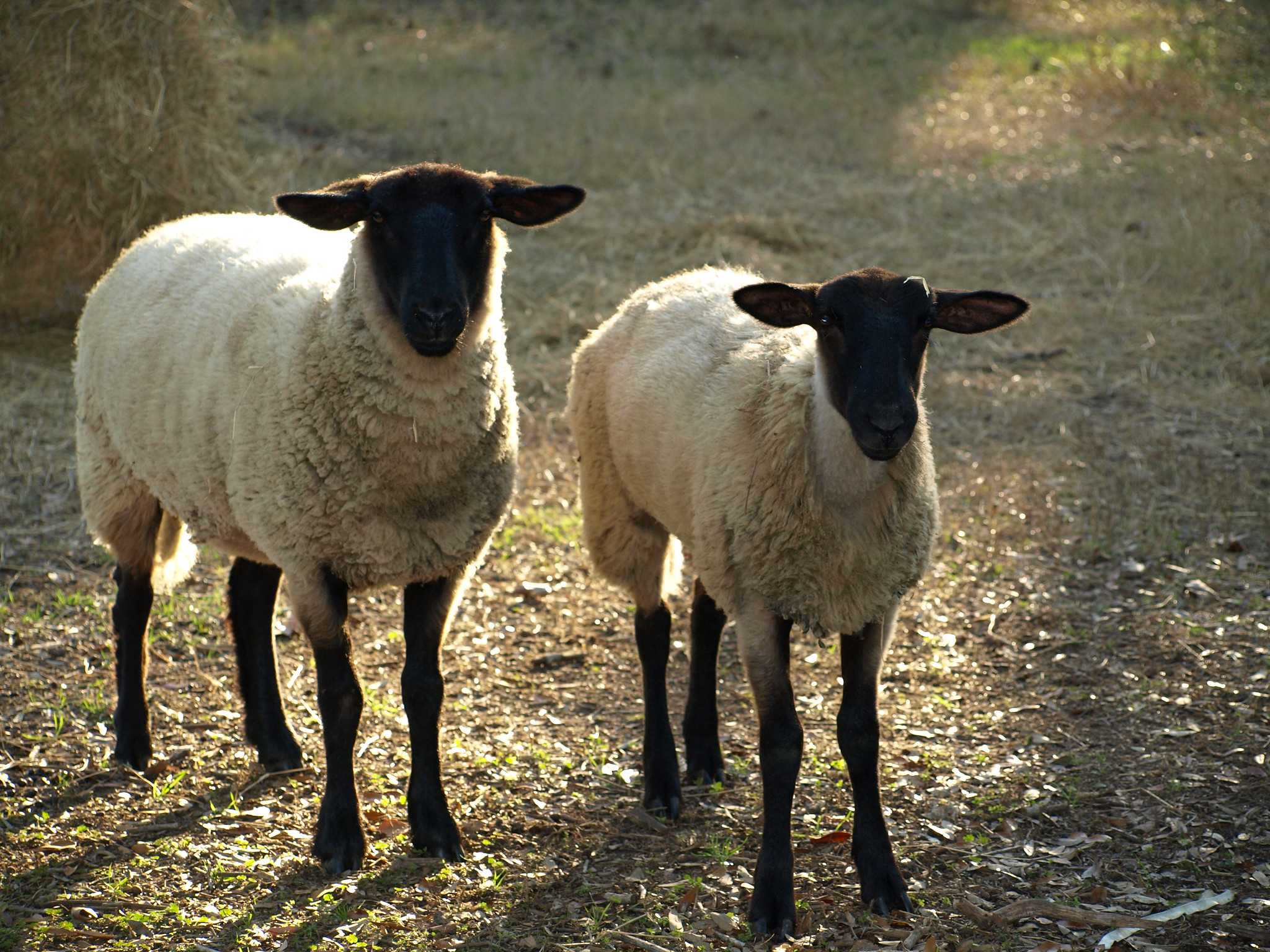
Owce rasy Suffolk.

Suffolk – popularna w wielu krajach angielska rasa owcy domowej, o użytkowości mięsno-wełnistej, przystosowana do chowu na intensywnych pastwiskach. Charakterystyczną cechą tej rasy jest czarno owłosiona głowa i nogi okryte krótką sierścią, natomiast tułów okryty jest białą wełną.   Rasa Suffolk wykorzystywana jest w  krzyżowaniu towarowym jako komponent zapewniający  obfite umięśnienie, szczególnie dobry kształt kulki (uda) oraz dobre wykorzystanie pastwiska. 